# Coryphopteris engieriana
Coryphopteris engieriana är en kärrbräkenväxtart som först beskrevs av Guido Georg Wilhelm Brause, och fick sitt nu gällande namn av Holtt. Coryphopteris engieriana ingår i släktet Coryphopteris och familjen Thelypteridaceae. Inga underarter finns listade.